# Friendship (Oklahoma)
Friendship es un pueblo ubicado en el condado de Jackson en el estado estadounidense de Oklahoma. En el año 2010 tenía una población de 	24 habitantes y una densidad poblacional de 60 personas por km².

## Geografía
Friendship se encuentra ubicado en las coordenadas 34°41′45″N 99°13′44″O / 34.69583, -99.22889. Según la Oficina del Censo de los Estados Unidos, Friendship tiene una superficie total de 0,15 mi² (0,4 km²), de la cual 0,15 mi² (0,4 km²) corresponden a tierra firme y 0 mi² (0 km²) es agua.